# Xenophyllum amblydactylum
Xenophyllum amblydactylum là một loài thực vật có hoa trong họ Cúc. Loài này được (S.F.Blake) V.A.Funk miêu tả khoa học đầu tiên năm 1997.